# 高山市の歌
「高山市の歌」（たかやましのうた）は、岐阜県高山市が制定した市歌である。作詞・辰巳利郎、作曲・長尾量平。

## 解説
1950年（昭和25年）に市制15周年を記念して市と高山市文化協会が合同で全国から歌詞を懸賞募集し、199篇から奈良県の辰巳利郎による応募作が入選採用された。辰巳は同時期に地元の斑鳩町が制定した町歌や大阪府「枚方市歌」、愛知県「豊橋市歌」で入選している。
7月に入選作の歌詞が発表されたのに引き続いて作曲の募集が行われ、高山市音楽連盟の応募作が入選採用された。実際の作曲者は連盟の会員であった長尾量平だが、審査委員を兼ねていたため個人でなく団体名義で発表となった。
1956年（昭和31年）、市制20周年を記念して中部日本放送に依頼し「高山市の歌」および新民謡「飛騨山娘」（作詞：吉村比呂詩、作曲：山下笛朗）と「猿ぼぼ」（作詞：清水みのる、作曲：細川潤一）の3曲をレコード化する。
1966年（昭和41年）11月1日、市制30周年に当たり制定から16年目にして市による告示が行われた。これに前後して、作曲者の名義が高山市音楽連盟から長尾個人に変わっている。

### 平成の大合併以降
高山市は2005年（平成17年）2月1日に大野郡および吉城郡の2町7村を合併して市域を大幅に拡大したが、飛騨地域合併協議会では従来の市の法人格が存続する編入合併方式が採られたこともあり、市歌に関しては「高山市の歌とする」として合併後も引き続き市歌を継続使用することが取り決められた。合わせて、編入される町村が制定していた町村民歌や音頭等の廃止も取り決められたが「但し、地域の愛唱歌として残すよう努める」とされている。